# Tashi Norbu
 (janvier 2020).
Si vous disposez d'ouvrages ou d'articles de référence ou si vous connaissez des sites web de qualité traitant du thème abordé ici, merci de compléter l'article en donnant les références utiles à sa vérifiabilité et en les liant à la section « Notes et références ».
Pour les articles homonymes, voir Norbu.
Tashi Norbu, né à Thimphou au Bhoutan en 1960, est un musicien traditionnel bhoutanais. Il a fait ses études à l’université de North Eastern Hill en Inde. 
Depuis sa jeunesse il craint la disparition de la musique bhoutanaise ; il a ainsi organisé le premier groupe privé de musiciens traditionnels au Bhoutan. Il se consacre à la préservation et héritage de la culture traditionnelle.

## Discographie
- Zangtho Pelri (CD)
- Om Mani Padme Hum (CD)
- Mantra of the Olotus Born (CD)
- Mantra of Medicinal Buddha (CD)
- Ap Wangdugey (Vidéo)
- Daw Butsu (Vidéo)
- Gukor (Vidéo)

## Distinction
- Prix de la culture asiatique de Fukuoka en 2005